# Doneztebe
Doneztebe (oficialment bilingüe Doneztebe/Santesteban) és un municipi de Navarra, pertanyent a la comarca de Malerreka dins la merindad de Pamplona. Limita al nord amb Sunbilla, a l'est amb Bertizarana, al sud amb Oitz i Donamaria, i a l'oest amb Elgorriaga.

## Administració
| 2007 | Miguel San Miguel Azpiroz    | EA                  |
| ---- | ---------------------------- | ------------------- |
| 2006 | José Ramón Etxebeste Urrutia | EA                  |
| 2005 | Joxe Irigoien Irugarai       | Grup mixt           |
| 2003 | José Ramón Etxebeste Urrutia | EA                  |
| 1999 | Miguel San Miguel Azpiroz    | EA                  |
| 1995 | Miguel San Miguel Azpiroz    | EA                  |
| 1991 | Miguel San Miguel Azpiroz    | EA                  |
| 1987 | Antonio Apezteguía Lanaspa   | Unió Doneztebarra   |
| 1983 | Alfredo Zugarramurdi Zozaya  | Doneztebeko Gazteak |
| 1979 | Carlos Picabea Manterola     | Independents        |

A les eleccions municipals de 2007, l'únic partit que presentà lista en el municipi fou Eusko Alkartasuna. Per tant, amb 594 vots, i un 84,2%, assolí EA les 9 regidories del municipi.

## Demografia
| 1857 | 1897 | 1900 | 1930 | 1940 | 1950 | 1960 | 1970 | 1981  | 1991  | 1999  | 2004  | 2007  |
| ---- | ---- | ---- | ---- | ---- | ---- | ---- | ---- | ----- | ----- | ----- | ----- | ----- |
| 694  | 700  | 646  | 875  | 786  | 958  | 785  | 892  | 1.061 | 1.200 | 1.368 | 1.479 | 1.522 |